# Biographisch woordenboek der Nederlanden
Le Biographisch woordenboek der Nederlanden (Dictionnaire biographique des Pays-Bas), est un dictionnaire biographique néerlandais composé de 21 volumes et écrit en néerlandais. Le premier volume date de 1852.

## Description
L'ouvrage contient de nombreuses « biographies de personnes qui se sont rendues célèbres dans notre pays de quelque manière que ce soit », avec des références à la littérature primaire et secondaire. Les volumes 1-20 vont de A à Z et contiennent des biographies de personnes décédées avant 1852; le volume 21 contient des ajouts aux volumes 1-20 et des biographies de personnes décédées entre 1852 et 1878. Lorsque l'on utilise l'ouvrage, il faut être conscient que les biographies fournies ne sont pas critiques : Abraham Jacob van der Aa donne une compilation de l'état des choses tel qu'elles étaient dans les siècles précédents.